# Nikoła Jotow
Nikoła Kostadinow Jotow (bułg. Никола Костадинов Йотов, ur. 20 listopada 1892 w Pazardżiku, zm. 23 listopada 1961 tamże) – minister budownictwa, dróg i komunikacji (1930-1931), minister sprawiedliwości (1938-1939), deputowany do Zgromadzenia Narodowego XXIII (1931-1934) i XXIV (1938-1939) kadencji.

## Życiorys
W 1918 ukończył studia prawnicze na Uniwersytecie Sofijskim i powrócił do rodzinnego Pazardżiku, gdzie pracował jako adwokat. W tym czasie wstąpił do Bułgarskiego Ludowego Związku Chłopskiego. Po zabójstwie Aleksandra Stambolijskiego w 1923 został zatrzymany przez policję i przetrzymywany w więzieniu bez wyroku. Po opuszczeniu więzienia przekazał swojemu bratu studiującemu w Wiedniu informacje o fali represji, która ogarnęła Bułgarię po powstaniu wrześniowym - tekst Jotowa opublikowało czasopismo socjaldemokratyczne Arbeite Zeitung. Powrócił na scenę polityczną w latach 30., początkowo jako minister budownictwa, dróg i komunikacji w rządzie Andreja Toszewa, a następnie jako minister sprawiedliwości w gabinecie Georgi Kjoseiwanowa. Po dymisji ze stanowiska ministerialnego w 1939 kontynuował praktykę adwokacką, broniąc ludzi oskarżanych o złamanie ustawy o obronie państwa.
Po przejęciu władzy przez komunistów represjonowany za poglądy polityczne. W 1949 trafił do obozu pracy w Bogdanov Dole, w którym był przetrzymywany 4 miesiące, a w listopadzie 1956 do obozu w Belene.